# میچورینسک (شهرستان شارانسکی، باشقیرستان)
میچورینسک (انگلیسی: Michurinsk, Sharansky District, Republic of Bashkortostan) یک شهرک در شهرستان شارانسکی استان باشقیرستان کشور روسیه است.